# Procédé Wohlwill
Le procédé Wohlwill est un procédé chimique industriel permettant la purification de l'or au degré le plus élevé (99,999 %). Le procédé a été inventé en 1878 à Hambourg par Emil Wohlwill. Il permet de purifier l'or à un degré plus élevé que le procédé Miller (99,95 %).

## Procédé
Il s'agit d'un procédé de dépôt d'or par électrochimie. Un lingot d'or d'une pureté minimale de 98,5 % est généralement utilisé comme anode, car un excès d'impuretés dans ce lingot comme de l'argent (ou encore des métaux du groupe du platine) entraînerait un excès d'ions argent en solution et provoquerait un dépôt de chlorure d'argent AgCl à la surface de l'anode, empêchant la dissolution de l'or.
L'anode est composée d'or purifié par le procédé Miller. La (ou les) cathode(s) est (sont) constituée(s) de petites feuilles d'or pur (24 ct), le tout baignant dans un électrolyte constitué d'acide chloraurique HAuCl4 et d'acide chlorhydrique. Un courant est alors appliqué au système, l'or et les autres métaux sont dissous à l'anode (oxydation), et l'or pur se dépose sur la cathode (réduction) en or. Quand l'anode est complètement dissoute, la cathode est retirée puis fondue (ou tout autre procédé) pour être vendue ou utilisée. Le résultat de ce procédé permet d'obtenir de l'or pur à 99,999 % (appelé « 5-9 »).

## Utilisation
Le procédé Wohlwill est requis quand les applications nécessitent de l'or très pur. Dans les autres cas où une pureté moindre suffit, le procédé Miller est utilisé du fait de sa mise en œuvre plus facile, de sa durée plus courte et surtout car il nécessite à l'instant donné beaucoup moins d'or (le procédé Wohlwill nécessite la présence sur site d'une grande quantité d'or dissous sous la forme d'acide chloraurique).